# Istočnoadmiralitetski jezici
Istočnoadmiralitetski jezici, ogranak admiralitetskih jezika u Papui Novoj Gvineji. Obuhvaća 28 jezika podijeljenih na nekoliko podskupina:
a) Manus (22):
a1. istok/East (12): andra-hus, elu, ere,  kele, koro, kurti, leipon,  lele, nali, papitalai, ponam, titan,
a2. mokoreng-loniu (2): loniu, mokerang;
a3. zapad/West (8): bipi, hermit, khehek, likum, mondropolon, nyindrou,  sori-harengan, tulu-bohuai;
b) Pak-Tong (1): pak-tong;
c) jugoistiočni otoci/Southeast Islands (5): baluan-pam, lenkau, lou, nauna, penchal.

## Vanjske poveznice
- Ethnologue (14th)
- Ethnologue (15th)